# Liste der Monuments historiques in Silvarouvres
Die Liste der Monuments historiques in Silvarouvres führt die Monuments historiques in der französischen Gemeinde Silvarouvres auf.

## Liste der Objekte
| Bezeichnung                         | Beschreibung                                | Standort                                     | Kennzeichnung | Schutzstatus | Datum | Bild |
| ----------------------------------- | ------------------------------------------- | -------------------------------------------- | ------------- | ------------ | ----- | ---- |
| Tabernakel und Exposition           | aus der zweiten Hälfte des 18. Jahrhunderts | in der Kirche St-Félix-et-St-Augebert (Lage) | PM52002033    | Inscrit      | 2013  |      |
| Gemälde Gottvater                   | aus dem 19. Jahrhundert                     | in der Kirche St-Félix-et-St-Augebert (Lage) | PM52002036    | Inscrit      | 2013  |      |
| Gemälde Heilige Felix und Angilbert | aus der zweiten Hälfte des 18. Jahrhunderts | in der Kirche St-Félix-et-St-Augebert (Lage) | PM52002037    | Inscrit      | 2013  |      |
| Glocke                              | Bronze, bezeichnet 1558                     | in der Kirche St-Félix-et-St-Augebert (Lage) | PM52001140    | Classé       | 1943  |      |
| Kreuzweg                            | um 1850                                     | in der Kirche St-Félix-et-St-Augebert (Lage) | PM52002034    | Inscrit      | 2013  |      |
| Wandgemälde                         | um 1850                                     | in der Kirche St-Félix-et-St-Augebert (Lage) | PM52002035    | Inscrit      | 2013  |      |